# خلی اسپانورت
خلی اسپانورت (به لاتین: Chli Spannort) یک کوه در سوئیس است که در کانتون آوری واقع شده‌است. خلی اسپانورت ۳٬۱۴۰ متر بالاتر از سطح دریا واقع شده‌است.